# Estación de Maia
La Estación Ferroviaria de Maia, originalmente denominada Estación Ferroviaria de Barreiros, fue una antigua infraestructura de la Línea de Guimarães, que servía a la localidad y el ayuntamiento de Maia, en el Distrito de Porto, en Portugal.

## Características y servicios
La estación se encuentra retirada del servicio.

## Historia
Fue inaugurada, como parte de la entonces denominada Línea de Senhora da Hora a Trofa, el 15 de marzo de 1932; siendo de facto una de las paradas del comboi inaugural, que fue recibido en la estación por los bomberos voluntarios de Maia, que sirvieron de guardia de honor, y su banda de música, así como por mucha población.
En el momento de su apertura, esta estación, con el nombre de Barreiros, prestaba servicio completo, en los regímenes de alta y baja velocidades.
En 1984, era utilizada por servicios regionales y tranvías.
La estación fue retirada del servicio, junto con el resto del tramo entre Senhora da Hora y Trofa de la Línea de Guimarães, en 2001.
Después del cierre, la Estación se convirtió en sede de la Asociación de Solidaridad Social Enigma; no obstante, la alcaldía de Maia pretende colocar, en este lugar, un bar de apoyo a una ciclovía, que será construida en el lecho de la antigua vía ferroviaria.